# Nustidava
Nustidava là một chi bướm đêm thuộc họ Geometridae.